# Municipio de Adams (condado de Miner)
El municipio de Adams (en inglés: Adams Township) es un municipio ubicado en el condado de Miner, en el estado estadounidense de Dakota del Sur. En 2010 tenía una población de 120 habitantes y una densidad de 1,29 personas por km².

## Geografía
El municipio de Adams se encuentra ubicado en las coordenadas 44°3′58″N 97°33′1″O / 44.06611, -97.55028. Según la Oficina del Censo de los Estados Unidos, el municipio tiene una superficie total de 93.14 km², toda ella tierra firme.

## Demografía
Según el censo de 2010, había 120 personas residiendo en el municipio de Adams. La densidad de población era de 1,29 hab./km². De los 120 habitantes, el municipio de Adams estaba compuesto por el 95 % blancos, y el 5 % eran de otras razas. Del total de la población, el 5 % eran hispanos o latinos de cualquier raza.